# Calabor
Calabor és una de les quatre pedanies del municipi de Pedralba de la Pradería (província de Zamora), i l'única d'aquest municipi en la que la llengua que parlen els seus habitants és el gallec. En 2004 tenia uns 100 habitants.